# Acsa
Acsa község Pest vármegyében, a Váci járásban.

## Fekvése
A Cserhát lábánál, a Galga patak felső szakasza mentén, Pest vármegye és Nógrád vármegye határán fekszik, Budapesttől 60 kilométerre északkeletre, Váctól 25 kilométerre keletre, Aszódtól pedig 25 kilométerre északra.

### Megközelítése
Autóval a 2106-os úton közelíthető meg Vác irányából, illetve a 2108-as úton, Aszód vagy Balassagyarmat felől.
A hazai vasútvonalak közül az Aszód–Balassagyarmat–Ipolytarnóc-vasútvonal érinti, melynek egy megállási pontja van itt. Acsa-Erdőkürt vasútállomás a vonal állomásainak viszonylatában Püspökhatvan és Galgaguta között található, fizikailag a belterület északi széle közelében helyezkedik el, közúti elérését pedig a 2108-as útból kiágazó 21 322-es számú mellékút teszi lehetővé.
A települést érintő helyközi autóbuszvonalak az alábbiakː 316, 338, 460.

## Története
A község mai neve a jelenlegi ismeretek szerint az Acha személynévből származik, amely valószínűleg az ótörök aca (rokon) szóból ered.
Már a honfoglalás idején is lakott hely volt, amit a határában előkerült leletek bizonyítanak. A legrégebbről, 1341-ből fennmaradt írásos dokumentum, amelyben szerepel, nevét Acha formában tartalmazza. Ekkor az Achai család birtoka volt. 1344-ben Acsai Berend fia Márton birtokolta. Egy 1347-ben kelt írásban templomát is említik.
1422-től Garai Miklós nádor tulajdonába került.
A török megszállás alatt, 1562–1563-ban, a budai szandzsákhoz tartozott. Ekkor 6768 akcse adót fizetett. 1559-ben csak 13 ház állt itt.
Az elnéptelenedett települést később szlovákokkal telepítették be. A 17. században Bosnyák Tamás és a Mocsáryak birtoka. Az 1647 évi osztozkodáskor az acsai rész Bosnyák Juditra, Balassa Imrénére esett, majd később leányágon a Koháry és Barkóczy családokra szállt. 1731-ben Barkóczy Krisztina férje, gróf Károlyi Sándor acsai birtokát elcserélte Prónay I. Gáborral. Acsa másik fele, a Mocsáry-rész M. Borbála Aszalay Ferenczné hozománya volt, mely 1744-től ugyancsak Prónay I. Gáboré lett.
Prónai I. Gábor építtette a középkori templom helyére időközben emelt fatemplom helyett a mostani evangélikus kőtemplomot, és közelébe, a hegytetőre, 1735-1740-ben a négytornyú díszes kastélyt is. I. Gábor  fiai László és II. Gábor voltak. László a kastély közelében új emeletes kastélyt építtetett magának, míg II. Gábor a régi kastélyban egy 15 000 kötetes könyvtár alapját vetette meg. Prónay Dezső később a tekintélyes könyvtár mellett családi levéltárat is létesített, és egyéb gyűjteményeket is létrehozott (Báthory István és Bethlen Gábor kardjait, Apafy Mihály fejedelem ostábláját is őrizte). A másik kastélyt, báró Prónay Sylvester Gábor részben átalakíttatta és itt helyezte el 4000 kötetes könyvtárát, melyben közel 100 régi, 1710 előtti ritka magyar nyomtatványt is őrzött.
1910-ben 1168 lakosából 929 magyar, 239 szlovák volt, közülük 237 római katolikus, 888 evangélikus és 27 izraelita.
A 20. század elején Pest-Pilis-Solt-Kiskun vármegye Váci járásához tartozott.

## Nevezetességei

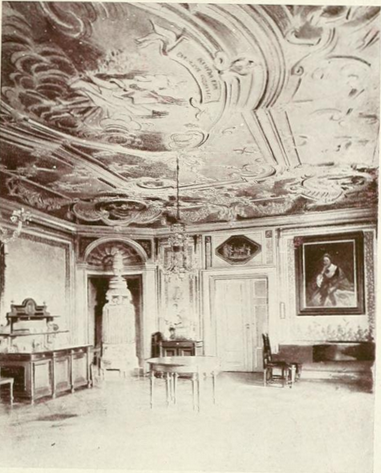
A Prónay-kastély ebédlője (1910)

- Barokk Prónay-kastély,  amely 1735–1740 körül épült Giovanni Battista Carlone tervei szerint (a 2019-es állapot szerint nem látogatható)
- Újlaki kastély (Acsaújlak)
- A településtől északra Csővár várának romjai
- Római katolikus templom (1747)
- Falumúzeum

## Közélete

### Polgármesterei
- 1990–1994: Czeba Pál (független)[3]
- 1994–1998: Bobós János (FKgP[4]
- 1998–2002: Czeba Pál (független)[5]
- 2002–2006: Czeba Pál (fuggetlen)[6]
- 2006–2010: Szekeres Rezső (független)[7]
- 2010–2014: Szekeres Rezső (független)[8]
- 2014–2019: Szekeres Rezső János (független)[9]
- 2019–2024: Zemen Szilvia (független)[10]
- 2024– : Zemen Szilvia (független)[1]

## Lakossága
A településen jelentős számú szlovák (tót) származású lakos él, akik hagyományőrző csoportokon keresztül őrzik identitásukat. Galgóczy így írt erről 1877-ben: "Tótosan Jacsa, kevés magyarral, némettel vegyül itt tót község, Nógrád megye felé eső határán.”
A település népességének alakulása:
| Lakosok száma | 1407 | 1402 | 1390 | 1386 | 1276 | 1297 | 1291 |
|               | 2013 | 2014 | 2018 | 2021 | 2022 | 2023 | 2024 |

A 2011-es népszámlálás során a lakosok 83,1%-a magyarnak, 10,1% cigánynak, 0,4% németnek, 8,6% szlováknak mondta magát (16,8% nem nyilatkozott; a kettős identitások miatt a végösszeg nagyobb lehet 100%-nál). A vallási megoszlás a következő volt: római katolikus 20,5%, református 1,8%, evangélikus 47,7%, felekezeten kívüli 6,8% (21,2% nem nyilatkozott).
2022-ben a lakosság 93,7%-a vallotta magát magyarnak, 10,5% cigánynak, 8,3% szlováknak, 0,2-0,2% németnek, örménynek, bolgárnak, lengyelnek és románnak, 0,1% szlovénnek, 1,8% egyéb, nem hazai nemzetiségűnek (6,1% nem nyilatkozott; a kettős identitások miatt a végösszeg nagyobb lehet 100%-nál). Vallásuk szerint 36,5% volt evangélikus, 15,4% római katolikus, 1,9% református, 0,9% görög katolikus, 0,1% izraelita, 1,6% egyéb keresztény, 0,4% egyéb katolikus, 8,3% felekezeten kívüli (35% nem válaszolt).

## Intézmények

### Oktatás
- Acsai Petőfi Sándor Általános Iskola
- Pitypang Óvoda

### Sport
- Acsai Tanuszoda

### Egészségügy
- Házi felnőtt Archiválva 2016. október 17-i dátummal a Wayback Machine-ben- és gyermekorvos Archiválva 2016. október 17-i dátummal a Wayback Machine-ben
- Fogorvos
- Aranykígyó gyógyszertár
- Gyermekjóléti és családsegítő Szolgálat Archiválva 2016. október 17-i dátummal a Wayback Machine-ben

### Hivatal
- Posta
- Önkormányzat Archiválva 2016. december 30-i dátummal a Wayback Machine-ben

## Híres emberek
- Itt született 1760-ban Prónay Sándor aranysarkantyús vitéz, királyi kamarás.

## A település filmekben
- Acsán játszódik M. Kiss Csaba és Rohonyi Gábor Brazilok című filmje; a településen is forgatták.[14]